# Barrö
Barrö var i nordisk mytologi den plats där Gerd lovat möta Frej. Genom sin tjänare Skirner framförde Frej sitt frieri till Gerd. Hon avsåg då att efter nio nätter ta sig till Barrö och där hålla bröllop med Frej.